# Crunchyroll
Crunchyroll — це американський сервіс потокового передавання відео за запитом, який належить Sony Group Corporation. Служба в основному розповсюджує фільми та телесеріали, створені східноазійськими ЗМІ, включаючи японське аніме, і має штаб-квартиру в Сан-Франциско, штат Каліфорнія, а японське відділення розташоване в Шібуя, Токіо.
Заснований у 2006 році групою випускників Університету Каліфорнії, Берклі. Канали дстрибуції компанії Crunchyroll охоплюють більш ніж 70 мільйонів зареєстрованих користувачів з усього світу. Crunchyroll був дочірньою компанією AT&T Otter Media. З 2016 по 2018 рік компанія співпрацювала з Funimation, яка зрештою об’єдналася в її бренд у 2022 році після придбання Sony Crunchyroll у 2021 році. Crunchyroll є членом Японської асоціації Аніматорів. «Crunchyroll-Hime», також відомий як «Hime», є офіційним талісманом компанії Crunchyroll.
Для перегляду пропонується більш ніж 1000 аніме-серіалів, 200 східно-азійських телесеріалів та 50 найменувань манґи, хоча не все програмне забезпечення доступне у всіх країнах, через обмеження правилами щодо авторського використання.
Кількість платних підписників сервісу досягнула позначки в 1 000 000 користувачів, станом на 2017 рік, а станом на 2020 становить кількість до 3 000 000 підписників.

## Історія
Компанія Crunchyroll розпочала свою діяльність у 2006 році, в якості некомерційного стримінгового сервісу для поширення та зберігання відеоконтенту зробленого у Східній Азії.